# プロイセン表
プロイセン表（ラテン語表記： Tabulae prutenicae、ドイツ語表記：Prutenische または Preußische Tafeln）は1551年に出版された天体運行表である。それまで300年間にわたって使われたアルフォンソ天文表にかわって使われることになった。
エラスムス・ラインホルトが、1543年にニコラウス・コペルニクスが出版した『天球の回転について』をもとに計算して作成した。
プロイセン公、アルバート1世がラインホルトの出版の費用を支払ったので、プロイセン表と題された。
これらの表がコペルニクスの計算方法をプロシアで広めるのに役立った。ラインホルトのプロイセン表とコペルニクスの研究がグレゴリウス13世の認可を受けたクリストファー・クラヴィウスのグレゴリオ暦作成に用いられた。14世紀から15世紀の間、使われてきたレギオモンタヌスの天文表に変わって航海に使われることになった。
ティコ・ブラーエとヨハネス・ケプラーによってプラハで編纂され、1627年にケプラーによって出版されたルドルフ表に変わられた。
ラインホルトが所有し書込みのされたコペルニクスの『天球の回転について』は科学史家のオーウェン・ギンガーリッチによって見つけられ、それに着想を得て『誰も読まなかったコペルニクス』が執筆された。